# ریچارد ویتلی
ریچارد ویتلی (Richard Whately) (زادهٔ ۱ فوریه ۱۷۸۷ – درگذشتهٔ ۸ اکتبر ۱۸۶۳)، یک دانشگاهی، استاد بلاغت، منطق‌دان، فیلسوف، اقتصاددان و الهی‌دان اهل انگلستان بود که همچنین به عنوان اسقف اعظم دوبلین در کلیسای اصلاح‌طلب ایرلند خدمت کرد. او یک کشیش آزاده‌اندیش پیشتاز، یک نویسنده پُربار و ستیزه‌جو در مورد موضوعات بسیار گسترده و یک شخصیت فروزان بوده و یکی از نخستین منتقدان ادبی بود که استعدادهای جین آستن را تشخیص داد.

## دوره‌های مختلف زندگی
او در لندن متولد شده و فرزند دکتر جوسف ویتلی انقلابی (۱۷۳۰–۱۷۹۷ میلادی) بود. او در مدرسه‌ای در نزدیکی بریستول و از ۱۸۰۵ میلادی در کالج آوریل در دانشگاه آکسفورد آموزش دید. او مدرک لیسانس خود در علوم مقدماتی (B.A) را در ۱۸۰۸ میلادی با کسب درجه دوم به دستاورد و در ۱۸۱۰ میلادی رساله وی برنده جایزه رساله زبان انگلیسی شد؛ در ۱۸۱۱ میلادی او به عنوان عضو آوریل انتخاب گردیده و در ۱۸۱۴ میلادی به درجه‌های مقدس رسید. او پس از فراغت از دانشگاه به تدریس خصوصی پرداخت، به‌ویژه تدریس ناسائو ویلیام سنیور که به دوست نزدیک وی مبدل شد و تدریس ساموئل هیندز.

### اوایل زندگی متأهلی
ویتلی پس از ادواج با الیزابت ویتلی در ۱۸۲۱ میلادی در آکسفورد زندگی کرد. او مجبور بود عضویت کالج ترک کند، چون مردان متأهل اجازه عضویت این کالج را نداشتند و او این دوره را با آموزش خصوصی و قلم خود گذراند. یکی از عموهای وی، ویلیام پلامر، برای وی مکانی برای زندگی در هالسوورث در سافک داد؛ ویتلی در اوت ۱۸۲۲ به آنجا نقل مکان کرد. دو دختر وی نویسنده بودند، جین ویتلی و مبلغ ماری لوئیس ویتلی. در ۱۸۲۵ میلادی، او به عنوان مدیر سنت آلبان هال گماشته شد، این سمت توسط استاد وی ادوارد کوپلیستون برایش فراهم گردید، چون کوپلیستون می‌خواست سطح علمی بسیار پاین در این هال را به‌طور جدی بلند برده و همچنین یکی از هدف‌های توسعهٔ کالج آوریل بود. ویتلی دوباره به آکسفورد برگشت و نخواست تا از ۱۸۳۱ به بعد در سافک زندگی کند، جای که او اثرات اجتماعی بیکاری را شاهد بود.
ویتلی که یک اصلاح‌طلب بود در اوایل رابطهٔ بسیار دوستانه با جان هنری نیومن داشت. اما رابطه آن‌ها بر سر نامزد شدن رابرد پیل برای کرسی دانشگاه آکسفورد در پارلمان، به خرابی گرایید.
در ۱۸۲۹ میلادی، ویتلی به عنوان پروفیسورِ دروموند اقتصاد سیاسی در دانشگاه آکسفورد انتخاب گردیده و جانشین ناسائو ویلیام سنیور شد. دوره پروفسوری وی در این دانشگاه پس از مدت کوتاهی به دلیل انتصاب وی به عنوان اسقف اعظم دوبلین در ۱۸۳۱ میلادی، پایان یافت. او تنها یک‌بار سخنرانی‌های علمی خود را تحت عنوان سخنرانی‌های علمی مقدماتی در دو نسخه (۱۸۳۱ و ۱۸۳۲ میلادی) به چاپ رساند.

### اسقف اعظم دوبلین
انتصاب ویتلی توسط نخست‌وزیر چارلز گری در حوزه اسقفی دوبلین بیشتر یک غافل‌گیری سیاسی بود. هنری باتورست کهن‌سال این سمت را رد کرده بود. اداره ویگ [اصلاح‌طلب] که جدیداً روی کار آمده بود ویتلی را که در هولاند هوز شناخته‌شده بود و در یک کمیته پارلمانی حضور داشته به‌طور مؤثر روی عشریه صحبت می‌کرد، یک گزینه پذیرفتنی یافتند. در عقب صحنه، توماس هاید ویلیرز به نیابت از دنیس لی مارچانت، برای گمارش وی در این سمت با ویگ‌ها در بروگهام چانه‌زنی گری کرد. این انتصاب در مجلس اعیان نیز به چالش کشیده شد، اما موفقیتی در پی‌نداشت.
در ایرلند اما، بی‌تعارفی ویتلی و نداشتن یک رویه آشتی‌آمیز، موجب بروز مخالفت از میان فرقه خودش نسبت به وی شده و از همان آغاز، با حمایت از موهبت دولت نسبت به فرقه کاتولیک، او باعث ناخوشنودی فرقه شد. او انضباط جدی در قلمرو اسقفی خود اعمال کرد؛ او بیانیه‌ای از نظریات خود در مورد سبت (افکار در مورد سبت، ۱۸۳۲ میلادی) به چاپ رساند. او در خانه ریدسدیل در منطقه کلیچموند که درست در خارج از دوبلین واقع شده‌است، زندگی می‌کرد تا بتواند به باغ‌داری نیز بپردازد. او به ایجاد اصلاحات در کلیسای ایرلند و قوانین فقرای ایرلندی، علاقه داشت. او تغییر نحوه پرداخت عشریه را برای کلیسا حتمی می-پنداشت.

### آموزش ملی ایرلند از ۱۸۳۱ تا ۱۸۵۳ میلادی
در ۱۸۳۱ میلادی، ویتلی تلاش نمود تا یک سیستم ملی و غیر فرقه‌ای آموزش را در ایرلند ایجاد کند که طبق آن پروتستان‌ها و کاتولیک‌ها در مضامین سوادآموزی و اخلاقیات به‌طور مشترک آموزش دریافت می‌کردند، اما آموزش‌های دینی به‌طور مجزا انجام می‌شد. در ۱۸۴۱ میلادی، اسقف‌های اعظم کاتولیک ویلیام کرولی و جان مک‌هیل روی این بحث نمودند که آیا این سیستم آموزشی ادامه داده شود یا خیر، در نتیجه کرولی که از ویتلی حمایت می‌کرد از طرف پاپ اجازه دریافت کرد تا با مدنظر گرفتن برخی موارد ایمنی، به این سیستم ادامه دهد. در ۱۸۵۲ میلادی، پس از مخالفت اسقف اعظم جدید دوبلین، پاور کولین که یک کاتولیک بود، این برنامه آموزشی از هم پاشید. ویتلی که دیگر خود را در تنگنا می‌دید، در سال بعدی از بورد آموزش کنار رفت.

### اواخر زندگی
در جریان سال‌های قحطی ۱۸۴۶ و ۱۸۴۷، اسقف اعظم و خانواده وی در جهت تسکین فلاکت‌های مردم تلاش کردند. در ۲۷ مارس ۱۸۴۸، ویتلی عضو انجمن کنتربری شد. او در ۱۸۵۵ میلادی به عنوان عضو خارجی افتخاری فرهنگ‌ستان هنر و علوم آمریکا انتخاب گردید.
از ۱۸۵۶ میلادی به بعد علائمی از افول، با فلج شدن سمت چپ بدن ویتلی، شروع به تجلی خود کردند. او باز هم به وظایف عمومی خود ادامه داد.

### مرگ
در تابستان ۱۸۶۳ میلادی، بروز بیماری اولسر در پای ویتلی، او را زمین‌گیر کرده و پس از چندین ماه رنج شدید در ۸ اکتبر ۱۸۶۳ درگذشت.

## آثار
ویتلی یک نویسنده پُربار، یک مفسر موفق و یک مدافع پروتستان بوده و آثارهای که او به‌جای گذاشت در چندین نسخه به چاپ رسیده و به زبان‌های مختلف ترجمه شده‌است. اثر وی مبانی منطق (۱۸۲۶ میلادی) برگرفته شده از مقاله‌ای در دانش‌نامه میتروپولیتانا (Encyclopædia Metropolitana) تحت عنوان «منطق» بود. مقاله‌ای در مورد «بلاغت» که به ادامه مقاله قبلی نوشته شده بود، مبانی بلاغت (۱۸۲۸) را فراهم کرد. ویتلی در این دو کار خود، منطق بلاغت را معرفی نمود.
ویتلی در ۱۸۲۵ میلادی یک سری رساله‌ها در مورد خصوصیات ویژه دین مسیحیت را منتشر نمود، متعاقباً در ۱۸۲۸ میلادی سری دوم را تحت عنوان در مورد برخی مشکلات در نوشته‌های سنت پاول و در ۱۸۳۰ میلادی سومین سری مقالات خود را تحت عنوان در مورد اشتباهات رومانیسم که به منشأ آن‌ها در ماهیت انسان ردیابی شده‌است منتشر نمود. در ۱۸۳۷ میلادی او کتاب خود مدارک مسیحی را نوشت که در زمان حیات وی به بیش از ده‌ها زبان ترجمه شد. با در نظرداشت شرایط ایرلند، کتاب مدارک مسیحی به کمک جیمز کارلیل به گونه‌ای تفسیر گردید تا برای عقاید کاتولیک پذیرفتنی باشد.

### فهرست گزینشی از آثار ویتلی
کارهای ویتلی شامل موارد ذیل بود:
- ۱۸۱۹ – شبهه‌های تاریخی منتسب به ناپلئون بناپارت، یک نظر زیرکانه بر علیه شک‌گرایی بیش از حد که بر تاریخ انجیل اعمال می‌گردد.[۱۸]
- ۱۸۲۲ – در باب استفاده و سوءاستفاده از روحیه حزبی در موضوعات مرتبط با دین (درس‌های بامپتسون)[۱۹]
- ۱۸۲۵ – رساله‌های در مورد برخی ویژگی‌های دین مسیحیت
- ۱۸۲۶ – مبانی منطق[۲۰]
- ۱۸۲۸ – مبانی بلاغت[۲۱]
- ۱۸۲۸ – در مورد برخی مشکلات در نوشته‌های سنت پاول[۲۲]
- ۱۸۳۰ - در مورد اشتباهات رومانیسم که به منشأ آن‌ها در ماهیت انسان ردیابی شده‌است
- ۱۸۳۱ – سخنرانی‌های علمی مقدماتی در مورد اقتصاد سیاسی، نسخه اول (لندن: بی. فیلوز). هشت سخنرانی.[۲۳]
- ۱۸۳۲ – سخنرانی‌های علمی مقدماتی در مورد اقتصاد سیاسی، نسخه دوم (لندن: بی. فیلوز). نه سخنرانی و پیوست.[۲۴]

## ارجاعات
1. ↑  Gary L. Colledge (1 June 2012). God and Charles Dickens: Recovering the Christian Voice of a Classic Author. Baker Books. p. 146. ISBN 978-1-4412-3778-1.
2. ↑  John Cornwell (15 September 2011). Newman's Unquiet Grave: The Reluctant Saint. A&C Black. p. 34. ISBN 978-1-4411-7323-2.
3. ↑  Brent, Richard. "Whately, Richard". Oxford Dictionary of National Biography (online ed.). Oxford University Press. doi:10.1093/ref:odnb/29176. (Subscription or UK public library membership required.)
4. ↑  Deane, Phyllis. "Senior, Nassau William". Oxford Dictionary of National Biography (online ed.). Oxford University Press. doi:10.1093/ref:odnb/25090. (Subscription or UK public library membership required.)
5. ↑  The London Quarterly Review. Epworth Press. 1867. p. 477.
6. ↑  Richard Whately; Elizabeth Jane Whately (1866). Life and Correspondence of Richard Whately, D.D. : Late Archbishop of Dublin. Longmans, Green. p. 44.
7. ↑  Stefan Collini; Richard Whatmore; Brian Young (22 May 2000). Economy, Polity, and Society: British Intellectual History 1750-1950. Cambridge University Press. p. 190. ISBN 978-0-521-63978-1.
8. ↑  "Life of Edward Bouverie Pusey by Henry Parry Liddon, D.D. London: Longmans, 1894 volume one Chapter X". Retrieved 25 March 2016.
9. ↑  Chisholm, Hugh, ed. (1911). "Whately, Richard" . Encyclopædia Britannica (به انگلیسی) (11th ed.). Cambridge University Press.
10. ↑  David de Giustino, "Finding an Archbishop: The Whigs and Richard Whately in 1831", Church History, Vol. 64, No. 2 (June. , 1995), pp. 218–236. Published by: Cambridge University Press on behalf of the American Society of Church History
11. ↑  Stefan Collini; Richard Whatmore; Brian Young (22 May 2000). Economy, Polity, and Society: British Intellectual History 1750-1950. Cambridge University Press. p. 191. ISBN 978-0-521-63978-1.
12. ↑  Larkin, Emmet. "Crolly, William". Oxford Dictionary of National Biography (online ed.). Oxford University Press. doi:10.1093/ref:odnb/17528. (Subscription or UK public library membership required.)
13. ↑  Blain, Michael (2007). "Reverend" (PDF). The Canterbury Association (1848–1852): A Study of Its Members' Connections. p. 87. Retrieved 19 January 2010.
14. ↑  "Book of Members, 1780–2010: Chapter W" (PDF). American Academy of Arts and Sciences. Retrieved 13 September 2016.
15. ↑  Whately, Richard, Elements of Logic, p.vii, Longman, Greens and Co. (9th Edition, London, 1875)
16. ↑  Mary Prior and Arthur Prior, "Erotetic Logic", The Philosophical Review 64(1) (1955): pp. 43–59.
17. ↑  Donald H. Akenson (1985). Being Had: Historians, Evidence, and the Irish in North America. P. D. Meany. pp. 183–4. ISBN 978-0-88835-014-5.
18. ↑  Historic Doubts relative to Napoleon Buonaparte
19. ↑  On the Use and Abuse of Party Spirit in Matters of Religion
20. ↑  Elements of Logic
21. ↑  Elements of Rhetoric
22. ↑  On some of the Difficulties in the Writings of St Paul
23. ↑  Introductory Lectures on Political Economy
24. ↑  A view of the Scripture revelations concerning a future state